# Afghanistan aux Jeux olympiques d'été de 2008
L'Afghanistan participe aux Jeux olympiques d'été de 2008 à Pékin. Il s'agit de sa 12e participation à des Jeux d'été.
Le pays devait à l'origine être représenté par quatre athlètes, dont une femme, Mehboba Ahdyar, qui devait courir voilée. Toutefois, cette dernière a disparu le 4 juillet 2008 du centre d'entraînement de Formia, en Italie, où elle effectuait sa préparation préolympique en vue de courir le 1 500 mètres. Après une période d'inquiétude, il fut révélé qu'elle avait demandé l'asile politique à la Norvège.
L'Afghanistan est donc finalement représenté par trois athlètes, un en athlétisme et deux en taekwondo.

## Liste des médaillés afghans

### Médailles d'or
| Sport              | Discipline | Sportifs | Performance |
| Médailles d'or : 0 |            |          |             |

### Médailles d'argent
| Sport                  | Discipline | Sportifs | Performance |
| Médailles d'argent : 0 |            |          |             |

### Médailles de bronze
| Sport                   | Discipline         | Sportifs        | Performance |
| Médailles de bronze : 1 |                    |                 |             |
| Taekwondo               | Moins de 58 kg (H) | Rohullah Nikpai |             |

La médaille de bronze de Rohullah Nikpai est la première que l'Afghanistan ait remportée aux Jeux olympiques.

## Athlètes engagés

### Athlétisme
- Masoud Azizi, sprint hommes[2],[1]
- Robina Muqimyar, sprint femmes

#### Hommes
| Épreuve    | Athlète       | Séries   | Séries | Quarts de finale | Quarts de finale | Demi-finales | Demi-finales | Finale   | Finale |
| Épreuve    | Athlète       | Résultat | Rang   | Résultat         | Rang             | Résultat     | Rang         | Résultat | Rang   |
| ---------- | ------------- | -------- | ------ | ---------------- | ---------------- | ------------ | ------------ | -------- | ------ |
| 100 mètres | Massoud Azizi | 11.45    | 8e     | -                | -                | -            | -            | -        | -      |

#### Femmes
| Épreuve    | Athlète         | Séries   | Séries | Quarts de finale | Quarts de finale | Demi-finales | Demi-finales | Finale   | Finale |
| Épreuve    | Athlète         | Résultat | Rang   | Résultat         | Rang             | Résultat     | Rang         | Résultat | Rang   |
| ---------- | --------------- | -------- | ------ | ---------------- | ---------------- | ------------ | ------------ | -------- | ------ |
| 100 mètres | Robina Muqimyar | 14.80    | 8e     | -                | -                | -            | -            | -        | -      |

### Taekwondo
Hommes
- - 58 kg :
  - Rohullah Nikpai[1]
- - 68 kg :
  - Nesar Ahmad Bahave[1]